# Il tuo vestito bianco
Il tuo vestito bianco è un singolo del cantautore italiano Giorgio Poi, pubblicato il 20 settembre 2017.

## Tracce
Testi e musiche di Giorgio Poi.
1. Il tuo vestito bianco – 4:18